# Liga Superior de Baloncesto Boliviano 2019
La Liga Superior de Baloncesto Boliviano (LSBB 2019) fue la séptima edición del torneo de clubes de ascenso a la Libobásquet en Bolivia, torneo que contó con 13 clubes en 3 sedes para la primera fase, una segunda ronda de semifinales y una llave entre los 2 mejores para definir al equipo ascendido. 
El campeón fue Nacional Potosí que derrotó 2-0 a Kinwa de La Paz y ganaría su ascenso automático a la Libobásquet 2019.

## Equipos participantes
Por primera vez 13 equipos del país luchan por un cupo en la Libobásquet.
| Equipo               | Ciudad                  |
| -------------------- | ----------------------- |
| Nacional Potosí      | Potosí                  |
| San Juan Básquet     | Potosí                  |
| Amistad              | Potosí, Llallagua       |
| Ingavi               | Potosí, Llallagua       |
| Kinwa                | La Paz                  |
| Aremis               | La Paz, El Alto         |
| Boston               | La Paz, El Alto         |
| Junior Politécnica   | Santa Cruz              |
| Real Montero         | Santa Cruz, Montero     |
| Universitario Junior | Cochabamba, Quillacollo |
| Deportivo Crecer     | Cochabamba, Quillacollo |
| Libertad             | Tarija                  |
| Titanes              | Tarija, Yacuiba         |
| Universitario        | Chuquisaca              |

## Primera Fase
La primera fase consta de 3 grupos, donde clasificarán 2 por cada grupo a la fase final.
Junior Politécnica desistió de participar del torneo al igual que en la Liga Superior Femenina pues inicialmente la sede estaba previsto en la ciudad de Santa Cruz, sin embargo el cambio del mismo obligó a tomar esta decisión al club.

### Grupo A (Potosí)

#### Tabla de posiciones
| Equipo                          | PJ | PG | PP | CF  | CC  | DIF  | Pts |
| ------------------------------- | -- | -- | -- | --- | --- | ---- | --- |
| Nacional Potosí (Potosí)        | 4  | 4  | 0  | 451 | 225 | +226 | 8   |
| Titanes (Yacuiba)               | 4  | 3  | 1  | 320 | 296 | +24  | 7   |
| Universitario Jr. (Quillacollo) | 4  | 2  | 2  | 282 | 292 | -10  | 6   |
| San Juan Básquet (Potosí)       | 4  | 1  | 3  | 197 | 333 | -136 | 5   |
| Universitario (Sucre)           | 4  | 0  | 4  | 218 | 322 | -104 | 4   |

- Actualizada el 20/04/19 22:44 p. m.
- Tabla realizada con la app "Mis Torneos".

#### Fecha 1
| 16 de abril, 19:00 | Titanes                                                 | 90–78                | Universitario Jr.                                                   | Potosí                                         |  |
|                    | Parciales: 31-19, 21-14, 17-24, 21-21                   |                      |                                                                     |                                                |  |
|                    | Estadísticas Jerrell Lee 34 Jerrell Lee 7 Jerrell Lee 2 | Reporte Pts Reb Asts | Estadísticas 29 Jesús Rodríguez 6 Jesús Rodríguez 2 Jesús Rodríguez | Pabellón: Ciudad de Potosí Árbitros: * -* -* - |  |

| 16 de abril, 20:30 | Nacional Potosí                                                   | 109–43               | Universitario (S)                                                   | Potosí                                         |  |
|                    | Parciales: 31-4, 29-16, 29-12, 20-11                              |                      |                                                                     |                                                |  |
|                    | Estadísticas Adriano Barreras 35 Adriano Barreras 7 Paolo Ramos 4 | Reporte Pts Reb Asts | Estadísticas 20 Carlos Foronda 5 Ángel Martínez 1 Vladimir Martínez | Pabellón: Ciudad de Potosí Árbitros: * -* -* - |  |

#### Fecha 2
| 17 de abril, 19:00 | Universitario Jr.                                                     | 76–60                | Universitario (S)                                             | Potosí                                         |  |
|                    | Parciales: 17-14, 14-15, 27-12, 18-19                                 |                      |                                                               |                                                |  |
|                    | Estadísticas Jesús Rodríguez 24 Palencia Kelvis 10 Jhonathan Quiroz 2 | Reporte Pts Reb Asts | Estadísticas 21 Carlos Foronda 8 Carlos Foronda 2 Willam Soto | Pabellón: Ciudad de Potosí Árbitros: * -* -* - |  |

| 17 de abril, 20:30 | Nacional Potosí                                                    | 130–40               | San Juan Básquet                                                 | Potosí                                         |  |
|                    | Parciales: 31-8, 38-4, 29-18, 32-10                                |                      |                                                                  |                                                |  |
|                    | Estadísticas Adriano Barreras 31 Javinger Vargas 9 Gabriel Ramos 3 | Reporte Pts Reb Asts | Estadísticas 10 Ariel Calisaya 8 Ariel Calisaya 1 Ariel Calisaya | Pabellón: Ciudad de Potosí Árbitros: * -* -* - |  |

#### Fecha 3
| 18 de abril, 19:00 | San Juan Básquet                                                  | 40–50                | Universitario Jr.                                               | Potosí                                         |  |
|                    | Parciales: 4-15, 14-8, 7-15, 15-12                                |                      |                                                                 |                                                |  |
|                    | Estadísticas Ariel Calizaya 14 Ariel Calizaya 16 Ariel Calizaya 2 | Reporte Pts Reb Asts | Estadísticas 11 Jesús Rodríguez 18 Palencia Kelvis 3 René Rocha | Pabellón: Ciudad de Potosí Árbitros: * -* -* - |  |

| 18 de abril, 20:30 | Titanes                                               | 71–57                | Universitario (S)                                           | Potosí                                         |  |
|                    | Parciales: 15-23, 18-11, 21-12, 17-11                 |                      |                                                             |                                                |  |
|                    | Estadísticas Jerrell Lee 31 Jerrell Lee 11 Luis Oro 3 | Reporte Pts Reb Asts | Estadísticas 26 Willam Soto 10 Freddy Caballero 3 Luis Díaz | Pabellón: Ciudad de Potosí Árbitros: * -* -* - |  |

#### Fecha 4
| 19 de abril, 19:00 | San Juan Básquet                                                    | 51–95                | Titanes                                                        | Potosí                                         |  |
|                    | Parciales: 14-19, 13-24, 8-16, 16-36                                |                      |                                                                |                                                |  |
|                    | Estadísticas Benjamin Poquechoque 14 Ariel Calizaya 7 Ivan Vargas 3 | Reporte Pts Reb Asts | Estadísticas 20 Jerrell Lee 8 Bryan Mealla 2 Nicolás Emmanueil | Pabellón: Ciudad de Potosí Árbitros: * -* -* - |  |

| 19 de abril, 20:30 | Nacional Potosí                                                        | 102–78               | Universitario Jr.                                                | Potosí                                         |  |
|                    | Parciales: 34-22, 27-23, 21-13, 20-20                                  |                      |                                                                  |                                                |  |
|                    | Estadísticas Adriano Barreras 25 Javinger Vargas 11 Adriano Barreras 2 | Reporte Pts Reb Asts | Estadísticas 26 Jesús Rodríguez 9 Jesús Rodríguez 2 Edwin Romero | Pabellón: Ciudad de Potosí Árbitros: * -* -* - |  |

#### Fecha 5
| 20 de abril, 19:00 | San Juan Básquet                                                     | 66–58                | Universitario (S)                                             | Potosí                                         |  |
|                    | Parciales: 21-17, 15-15, 17-15, 13-11                                |                      |                                                               |                                                |  |
|                    | Estadísticas Benjamin Poquechoque 16 Ivan Vargas 11 Ariel Calizaya 5 | Reporte Pts Reb Asts | Estadísticas 18 Willam Soto 8 Ángel Martínez 4 Ángel Martínez | Pabellón: Ciudad de Potosí Árbitros: * -* -* - |  |

| 20 de abril, 20:30 | Nacional Potosí                                             | 110–64               | Titanes                                                            | Potosí                                         |  |
|                    | Parciales: 29-16, 37-10, 27-21, 17-17                       |                      |                                                                    |                                                |  |
|                    | Estadísticas Adriano Barreras 31 Paolo Ramos 4 Juan Calvo 3 | Reporte Pts Reb Asts | Estadísticas 21 Nicolás Emmanuel 10 Jerrell Lee 3 Nicolás Emmanuel | Pabellón: Ciudad de Potosí Árbitros: * -* -* - |  |

### Grupo B (La Paz)

#### Tabla de posiciones
| Equipo                 | PJ | PG | PP | CF  | CC  | DIF | Pts |
| ---------------------- | -- | -- | -- | --- | --- | --- | --- |
| Kinwa (La Paz)         | 3  | 3  | 0  | 302 | 207 | +95 | 6   |
| Libertad (Tarija)      | 3  | 2  | 1  | 272 | 236 | +36 | 5   |
| Aremis (El Alto)       | 3  | 1  | 2  | 236 | 268 | -32 | 4   |
| Real Montero (Montero) | 3  | 0  | 3  | 189 | 288 | -9  | 3   |

- Actualizada el 20/04/19 00:07 a. m.
- Tabla realizada con la app "Mis Torneos".

#### Fecha 1
| 17 de abril, 18:45 | Libertad                                                        | 106–66               | Real Montero                                             | La Paz                                                |  |
|                    | Parciales: 33-17, 15-14, 30-12, 28-23                           |                      |                                                          |                                                       |  |
|                    | Estadísticas Samuel Careaga 32 Samuel Careaga 10 Luis Almazán 1 | Reporte Pts Reb Asts | Estadísticas 18 Edward Guzmán 4 Carlos Reus 2 Pablo Añez | Pabellón: Julio Borelli Viteritto Árbitros: * -* -* - |  |

| 17 de abril, 20:00 | Kinwa                                                       | 115–71               | Aremis                                                              | La Paz                                                |  |
|                    | Parciales: 31-24, 27-19, 33-17, 24-11                       |                      |                                                                     |                                                       |  |
|                    | Estadísticas Andrew Fair 31 Andrew Fair 6 Samuel Valverde 2 | Reporte Pts Reb Asts | Estadísticas 25 Daniel Bilbao 15 Daniel Bilbao 3 Francisco Balbuena | Pabellón: Julio Borelli Viteritto Árbitros: * -* -* - |  |

#### Fecha 2
| 18 de abril, 18:45 | Aremis                                                              | 83–93                | Libertad                                        | La Paz                                                |  |
|                    | Parciales: 26-27, 21-19, 11-17, 25-30                               |                      |                                                 |                                                       |  |
|                    | Estadísticas Francisco Balbuena 45 Daniel Bilbao 12 Daniel Bilbao 1 | Reporte Pts Reb Asts | Estadísticas 28 Carlos Craig 11 Álvaro Enríquez | Pabellón: Julio Borelli Viteritto Árbitros: * -* -* - |  |

| 18 de abril, 20:30 | Real Montero                                    | 63–100          | Kinwa                                                             | La Paz                                                |  |
|                    | Parciales: 7-20, 14-27, 21-29, 21-24            |                 |                                                                   |                                                       |  |
|                    | Estadísticas Nelson Hurtado 15 José Rodríguez 7 | Reporte Pts Reb | Estadísticas 35 Jonathan Edward 7 Luis Rodríguez 2 Erick Gonzales | Pabellón: Julio Borelli Viteritto Árbitros: * -* -* - |  |

#### Fecha 3
| 19 de abril, 18:45 | Real Montero                                                       | 60–82                | Aremis                                                              | La Paz                                                |  |
|                    | Parciales: 17-18, 16-22, 15-24, 12-18                              |                      |                                                                     |                                                       |  |
|                    | Estadísticas Hormando Velasco 18 Hormando Velasco 10 Carlos Reus 1 | Reporte Pts Reb Asts | Estadísticas 33 Francisco Balbuena 13 Facundo Moran 2 Facundo Roman | Pabellón: Julio Borelli Viteritto Árbitros: * -* -* - |  |

| 19 de abril, 20:30 | Kinwa                                      | 87–73           | Libertad                                                          | La Paz                                                |  |
|                    | Parciales: 14-10, 26-22, 21-17, 26-24      |                 |                                                                   |                                                       |  |
|                    | Estadísticas Andrew Fair 25 Álvaro Surco 8 | Reporte Pts Reb | Estadísticas 27 Álvaro Enriquez 10 Álvaro Enriquez 1 Carlos Craig | Pabellón: Julio Borelli Viteritto Árbitros: * -* -* - |  |

### Grupo C (Llallagua)

#### Tabla de posiciones
| Equipo                         | PJ | PG | PP | CF  | CC  | DIF | Pts |
| ------------------------------ | -- | -- | -- | --- | --- | --- | --- |
| Deportivo Crecer (Quillacollo) | 3  | 3  | 0  | 266 | 212 | +54 | 6   |
| Boston (El Alto)               | 3  | 2  | 1  | 249 | 230 | +19 | 5   |
| Amistad (Llallagua)            | 3  | 1  | 2  | 246 | 251 | -5  | 4   |
| Ingavi (Llallagua)             | 3  | 0  | 3  | 226 | 294 | -68 | 3   |

- Actualizada el 20/04/19 23:11 p. m.
- Tabla realizada con la app "Mis Torneos".

#### Fecha 1
| 18 de abril, 19:30 | Deportivo Crecer      | 80–65   | Boston       | Llallagua, Potosí                             |  |
|                    | Parciales: -, -, -, - |         |              |                                               |  |
|                    | Estadísticas          | Pts Reb | Estadísticas | Pabellón: Paulina Medrano Árbitros: * -* -* - |  |

| 18 de abril, 21:00 | Amistad               | 97–78   | Ingavi       | Llallagua, Potosí                             |  |
|                    | Parciales: -, -, -, - |         |              |                                               |  |
|                    | Estadísticas          | Pts Reb | Estadísticas | Pabellón: Paulina Medrano Árbitros: * -* -* - |  |

#### Fecha 2
| 19 de abril, 19:30 | Ingavi                | 68–94   | Deportivo Crecer | Llallagua, Potosí                             |  |
|                    | Parciales: -, -, -, - |         |                  |                                               |  |
|                    | Estadísticas          | Pts Reb | Estadísticas     | Pabellón: Paulina Medrano Árbitros: * -* -* - |  |

| 19 de abril, 21:00 | Amistad               | 70–81   | Boston       | Llallagua, Potosí                             |  |
|                    | Parciales: -, -, -, - |         |              |                                               |  |
|                    | Estadísticas          | Pts Reb | Estadísticas | Pabellón: Paulina Medrano Árbitros: * -* -* - |  |

#### Fecha 3
| 20 de abril, 19:00 | Boston                | 103–80  | Ingavi       | Llallagua, Potosí                             |  |
|                    | Parciales: -, -, -, - |         |              |                                               |  |
|                    | Estadísticas          | Pts Reb | Estadísticas | Pabellón: Paulina Medrano Árbitros: * -* -* - |  |

| 20 de abril, 20:30 | Amistad               | 79–92   | Deportivo Crecer | Llallagua, Potosí                             |  |
|                    | Parciales: -, -, -, - |         |                  |                                               |  |
|                    | Estadísticas          | Pts Reb | Estadísticas     | Pabellón: Paulina Medrano Árbitros: * -* -* - |  |

## Segunda Fase
La fase final se jugará en un dos grupos del 2 al 4 de mayo donde los ganadores se enfrentarán en la finalísima para conocer al equipo que ascenderá a la Libobásquet 2019

### Grupo A (Potosí)

#### Tabla de posiciones
| Equipo                   | PJ | PG | PP | CF  | CC  | DIF  | Pts |
| ------------------------ | -- | -- | -- | --- | --- | ---- | --- |
| Nacional Potosí (Potosí) | 2  | 2  | 0  | 213 | 110 | +103 | 4   |
| Libertad (Tarija)        | 2  | 1  | 1  | 130 | 170 | -40  | 3   |
| Titanes (Yacuiba)        | 2  | 0  | 2  | 118 | 181 | -63  | 2   |

- Actualizada el 04/05/19 23:15 p. m.
- Tabla realizada con la app "Mis Torneos".

#### Semifinales
| 2 de mayo, 20:00 | Nacional Potosí                                                | 107–54               | Titanes                                                       | Potosí                                         |  |
|                  | Parciales: 22-13, 26-23, 32-10, 27-8                           |                      |                                                               |                                                |  |
|                  | Estadísticas Adriano Barreras 32 Paolo Ramos 7 Gabriel Ramos 6 | Reporte Pts Reb Asts | Estadísticas 22 Emmanuel Giménez 10 Jerrell Lee 3 Jerrell Lee | Pabellón: Ciudad de Potosí Árbitros: * -* -* - |  |

| 3 de mayo, 20:00 | Libertad                                                        | 74–64                | Titanes                                                            | Potosí                                         |  |
|                  | Parciales: 23-22, 15-20, 14-16, 22-6                            |                      |                                                                    |                                                |  |
|                  | Estadísticas Carlos Maurice 28 Samuel Carega 11 Samuel Carega 4 | Reporte Pts Reb Asts | Estadísticas 18 Emmanuel Giménez 14 Emmanuel Giménez 5 Jerrell Lee | Pabellón: Ciudad de Potosí Árbitros: * -* -* - |  |

| 4 de mayo, 20:00 | Nacional Potosí                                                  | 106–56               | Libertad                                                      | Potosí                                         |  |
|                  | Parciales: 36-14, 18-11, 24-15, 28-16                            |                      |                                                               |                                                |  |
|                  | Estadísticas Adriano Barreras 27 Emilio Cappare 8 Marco Recamo 2 | Reporte Pts Reb Asts | Estadísticas 23 Carlos Maurice 9 Álvaro Enríquez 3 Edson Polo | Pabellón: Ciudad de Potosí Árbitros: * -* -* - |  |

### Grupo B (La Paz)

#### Tabla de posiciones
| Equipo                         | PJ | PG | PP | CF  | CC  | DIF  | Pts |
| ------------------------------ | -- | -- | -- | --- | --- | ---- | --- |
| Kinwa (La Paz)                 | 2  | 2  | 0  | 274 | 142 | +132 | 4   |
| Deportivo Crecer (Quillacollo) | 2  | 1  | 1  | 208 | 179 | +29  | 3   |
| Boston (El Alto)               | 2  | 0  | 2  | 133 | 294 | -161 | 2   |

- Actualizada el 05/05/19 20:02 p. m.
- Tabla realizada con la app "Mis Torneos".

#### Semifinales
| 3 de mayo, 20:00 | Boston                                                     | 61–167               | Kinwa                                                               | El Alto, La Paz                                                                                      |  |
|                  | Parciales: 9-31, 16-33, 10-52, 26-51                       |                      |                                                                     | |  |
|                  | Estadísticas Pablo Ortiz 19 Luis García 12 Jhony Anawaya 3 | Reporte Pts Reb Asts | Estadísticas 52 Arlando Demontee 10 Arlando Demontee 8 Álvaro Surco | Pabellón: Polideportivo Heroes de Octubre Árbitros: * Jassmany Choque* Ariel Almendras* Jerry Rivera |  |

| 4 de mayo, 18:00 | Boston                                                            | 72–127               | Deportivo Crecer                                         | La Paz                                                                                      |  |
|                  | Parciales: 12-27, 20-36, 18-22, 22-42                             |                      |                                                          |                                                                                             |  |
|                  | Estadísticas Pablo Ortiz 19 Jonathan Titizano 12 Nahazar Acosta 4 | Reporte Pts Reb Asts | Estadísticas 34 Alvin Nance 12 Alvin Nance 8 Alvin Nance | Pabellón: Julio Borelli Viteritto Árbitros: * Tito Ugarte* Jassmany Choque* Ariel Almendras |  |

| 5 de mayo, 18:00 | Kinwa                                                             | 107–81               | Deportivo Crecer                                             | La Paz                                                                                      |  |
|                  | Parciales: 20-16, 37-20, 23-19, 27-26                             |                      |                                                              |                                                                                             |  |
|                  | Estadísticas Arlando Demontee 27 Jonathan Edward 12 Andrew Fair 9 | Reporte Pts Reb Asts | Estadísticas 31 Alvin Nance 17 Justin Paul 2 Arturo Carrasco | Pabellón: Julio Borelli Viteritto Árbitros: * Tito Ugarte* Ariel Almendras* Jassmany Choque |  |

## Tercera Fase
La última fase del torneo enfrentarán a los ganadores de los 2 grupos que se enfrentarán en 3 finales para decidir al equipo que juegue la Libobásquet 2019. Definirá como local en un posible tercer partido el equipo que sacó mejor diferencia de aros en las semifinales.

### Finales
NACIONAL POTOSÍ vs KINWA
| 7 de mayo, 20:00 | Nacional Potosí                                                  | 95–72                | Kinwa                                                                | Potosí              |  |  |
|                  | Parciales: 26-21, 24-13, 25-26, 20-12                            |                      |                                                                      |                     |  |  |
|                  | Estadísticas Adriano Barreras 28 Javinger Vargas 8 Paolo Ramos 4 | Reporte Pts Reb Asts | Estadísticas 16 Arlando Demontee 9 Jonathan Edward 5 Jonathan Edward | Árbitros: * -* -* - |  |  |
| Serie:1 - 0      |                                                                  |                      |                                                                      |                     |  |  |
|                  |                                                                  |                      |                                                                      |                     |  |  |

| 9 de mayo, 20:00 | Kinwa                                                      | 80–88                | Nacional Potosí                                                          | La Paz                                                                                      |  |  |
|                  | Parciales: 19-21, 13-19, 22-26, 26-22                      |                      |                                                                          |                                                                                             |  |  |
|                  | Estadísticas Andrew Fair 21 Luis Rodríguez 5 Andrew Fair 4 | Reporte Pts Reb Asts | Estadísticas 31 Adriano Barreras 10 Adriano Barreras 10 Adriano Barreras | Pabellón: Julio Borelli Viteritto Árbitros: * Ariel Almendras* Daniel Vega* Esrrael Condori |  |  |
| Serie:0 - 2      |                                                            |                      |                                                                          |                                                                                             |  |  |
|                  |                                                            |                      |                                                                          |                                                                                             |  |  |

NACIONAL POTOSÍ ASCIENDE A LA LIBOBÁSQUET 2019
PRIMER TÍTULO

### Plantilla del equipo campeón
| Nacional Potosí (Potosí)   | Nacional Potosí (Potosí)          | Nacional Potosí (Potosí) | Nacional Potosí (Potosí) | Nacional Potosí (Potosí) | Nacional Potosí (Potosí)          | Nacional Potosí (Potosí)           |
| Num                        | Jugador                           | Pos                      | PJ                       | Altura                   | Ciudad Natal                      | Edad                               |
| -------------------------- | --------------------------------- | ------------------------ | ------------------------ | ------------------------ | --------------------------------- | ---------------------------------- |
| 1                          | Paolo César Ramos Campos          | B                        | 7                        | 1,87 m (6′ 2″)           | Santa Cruz                        | 31 de julio de 1987 (37 años)      |
| 2                          | Adriano De Jesus Barreras Álvarez | E                        | 8                        | 1,86 m (6′ 1″)           |                                   | 14 de diciembre de 1992 (32 años)  |
| 5                          | Selmar Romel Ortega Ramirez       |                          | 5                        |                          | Potosí                            | 19 de agosto de 1993 (31 años)     |
| 7                          | Luis Alberto Velasco Álvarez      |                          | -                        |                          |                                   | 30 de septiembre de 1996 (28 años) |
| 8                          | Gabriel Rodrigo Ramos Campos      | E                        | 8                        |                          | Santa Cruz                        | 21 de mayo de 1992 (32 años)       |
| 9                          | Rodrigo Daniel Águila Barrios     |                          | 4                        |                          | Potosí                            | 20 de octubre de 1995 (29 años)    |
| 10                         | Jesus Reynaldo Martinez Arando    |                          | -                        |                          | Potosí                            | 08 de septiembre de 1993 (31 años) |
| 11                         | Javinger José Vargas Hernández    |                          | 8                        |                          |                                   | 5 de marzo de 1990 (35 años)       |
| 12                         | Juan Sebastian Calvo Vidales      |                          | 8                        |                          | Sucre                             | 23 de julio de 1999 (25 años)      |
| 13                         | Marco Antonio Recamo Tubari       | P                        | 7                        | 1,99 m (6′ 6″)           | San José de Chiquitos, Santa Cruz | 03 de marzo de 1989 (36 años)      |
| 14                         | Luis Arnoldo Mercado Franco       | P                        | 8                        | 2,05 m (6′ 9″)           | Santa Cruz                        | 27 de noviembre de 1997 (27 años)  |
| 15                         | David Ramírez Ponce               |                          | -                        |                          |                                   | 27 de julio de 1990 (34 años)      |
| 16                         | Emilio Nazareth Cappare Guzmán    |                          | 8                        |                          |                                   | 14 de marzo de 1990 (35 años)      |
| 21                         | Jorge Hugo Figueroa Medrano       |                          | 7                        |                          | Santa Cruz                        | 4 de enero de 1996 (29 años)       |
| 23                         | Bryan Marcos Velasco Álvarez      |                          | -                        |                          |                                   | 23 de junio de 2000 (24 años)      |
| 24                         | Jonathan Zambecchi Moreno         |                          | -                        |                          |                                   | 13 de febrero de 1994 (31 años)    |
| 32                         | José Ignacio Condori Bonifaz      |                          | 4                        |                          |                                   | 23 de abril de 1991 (33 años)      |
| 35                         | Edilmer Yusiney Sangarazo Guzman  |                          | -                        |                          |                                   | 19 de marzo de 2000 (25 años)      |
| Entrenador: Diego D'Andrea |                                   |                          |                          |                          |                                   |                                    |

- Datos de la página oficial de la Federación Boliviana de Básquetbol.
- Se cuentan todos los partidos del torneo.

## Cronología
| Predecesor: LSBB 2018 | LSBB 2019 | Sucesor: LSBB 2020 |